# Piedraescrita
Piedraescrita es una pedanía del término municipal de Robledo del Mazo, en la provincia de Toledo (Castilla-La Mancha).

## Historia
Esta pedanía está envuelta en orígenes remotos que provienen de una leyenda. Data de la Edad Media, concretamente del siglo XII. Es el asentamiento más antiguo de la zona y tiene referencias medievales de los caballeros Templarios. Su nombre podría provenir de la existencia de un fósil cercano, situado cerca de cumbre de "pico que de Las Moradas", que parece una "piedra escrita" en la que aparenta estar escrita la expresión "creo".

## Localización
Se encuentra en los Montes de Toledo, concretamente en la Comarca de la Jara, en un puerto nombrado como Santa María de Piedraescrita, en la divisoria de aguas del Tajo y Guadiana desde donde se divisan los valles circundantes.

## Geografía
La pedanía se encuentra situada en un puerto de montaña nombrado como "Santa María de Piedraescrita", en la divisoria de las cuencas hidrográficas de los ríos Tajo y Guadiana, desde donde se divisan los valles circundantes. Situada entre valles y montañas de los Montes de Toledo, más concreto en la ladera este del segundo pico más alto de la provincia, el Pico de las Moradas (1381msnm). 
El río Gévalo pasa por el pueblo a pocos kilómetros de su nacimiento y que da nombre al valle en el que se sitúa el pueblo. 
La vegetación, geología y fauna son 3 factores con alto valor ambiental en el lugar.

## Demografía
Hay 19 habitantes censados, en días laborables no sobrepasa los 20 habitantes, es en verano, fines de semana, Semana Santa u otros puentes, cuando la población puede multiplicarse. Desde la mitad del siglo XX, la población ha ido descendiendo hasta nuestros días.
| Gráfica de evolución demográfica de Piedraescrita entre 2000 y                          |
|                                                                                         |
| Fuente: Instituto Nacional de Estadística de España - Elaboración gráfica por Wikipedia |

## Monumentos
Iglesia de Nuestra Sra. de Piedraescrita: Tiene forma rectangular y está hecha a base de lajas de pizarra, revocadas por su exterior. Fue declarada Bien de Interés Cultural, con la Categoría de Monumento, por el Decreto 32/1992 de 19 de febrero, publicado por el Diario Oficial de Castilla-La Mancha N.º 17 de 4 de marzo de 1992.

## Fiestas
- 1 de mayo: Fiesta Patronal en honor a la Virgen de Piedraescrita.
- Último fin de semana de julio/primer fin de semana de agosto: Fiestas Patronales.